# (23707) Chambliss
(23707) Chambliss es un asteroide perteneciente al cinturón de asteroides, región del sistema solar que se encuentra entre las órbitas de Marte y Júpiter.
Fue descubierto el 4 de octubre de 1997 por J. Bruton desde Chinle (Arizona).

## Designación y nombre
Designado provisionalmente como 1997 TZ7, fue nombrado en honor de Carlson R. Chambliss (n. 1941)  astrónomo y profesor emérito de la Universidad de Kutztown en Kutztown, Pensilvania. Ha escrito libros sobre numismática, filatelia y blackjack, y creó y patrocinó numerosos premios en su nombre en honor a los logros académicos y científicos, especialmente en astronomía.

## Características orbitales
(23707) Chambliss está situado a una distancia media del Sol de 3,128 ua, pudiendo alejarse hasta 3,872 ua y acercarse hasta 2,383 ua. Su excentricidad es 0,238 y la inclinación orbital 16,895 grados. Emplea 2020,36 días en completar una órbita alrededor del Sol.
Los próximos acercamientos a la órbita de Júpiter ocurrirán el 5 de mayo de 2028, el 19 de mayo de 2100, y el 29 de junio de 2110.
Pertenece a la familia de (1040) Klumpkea.

## Características físicas
La magnitud absoluta de (23707) Chambliss es 12,95. Tiene 7,198 km de diámetro y su albedo se estima en 0,179.